# 53-as busz (Miskolc)
A miskolci 53-as jelzésű autóbusz a Majális-park és a Déli Ipari Park – Joyson között közlekedik. A járatot a Miskolc Városi Közlekedési Zrt. üzemelteti.

## Története
2019. január 2-án indította el az MVK Zrt. a Joyson kérésére.
2022.12.13-tól a járat Auchan Dél (Pesti út) érintésével közlekedik.
2022. december 25-től már nem érinti az Auchan Dél (Pesti út) megállóhelyet. 

## Útvonala
| Déli Ipari Park – Joyson felé | Majális-park felé |
| --- | --- |
| Majális-park vá. – Hegyalja út – Árpád út – Kiss tábornok út – Andrássy út – Harmadik utca – Fürdő utca – Gózon Lajos utca – Battyhány sor – Csermőkei utca – Futó utca – Pesti út – 304. számú út – Takata utca – Déli Ipari Park – Joyson vá. | Déli Ipari Park – Joyson vá. – Takata utca – 304. számú út – Pesti út – Futó utca – Csermőkei utca – Batthyány sor – Gózon Lajos utca – Vasgyári utca – Andrássy út – Kiss tábornok út – Árpád út – Hegyalja út – Majális-park vá. |

## Megállóhelyei
| 0  | Majális-park végállomás             | 40 | 1, 5, 15, ZOO                                      | Csanyik |
| 1  | Papírgyár                           | 39 | 1, 5, 15, ZOO                                      | Diósgyőri Papírgyár |
| 3  | Hóvirág utca                        | 38 | 1, 5, 15, ZOO                                      | |
| 4  | Felső-Majláth                       | 37 | 1, 5, 15, 21, 54, 101B, ZOO 1                      | Autóbusz- és villamos-végállomás, LÁEV kisvasút telephely                                                                |
| 5  | Alsó-Majláth                        | 35 | 1, 21, 54, 101B 1                                  | Magyar Máltai Szeretetszolgálat                                                                                          |
| 6  | Diósgyőr városközpont               | 34 | 1, 21, 54, 101B 1                                  | Diósgyőri vár, Ady Endre Művelődési Ház, Miskolc-Diósgyőri Rendőrőrs, Diósgyőri posta, Diósgyőri római katolikus templom |
| 7  | Táncsics tér                        | 33 | 1, 21, 54, 101B                                    | Diósgyőri református templom                                                                                             |
| 8  | LÁEV                                | ∫  | 1, 21, 54, 101B 1 330, 331                         | LÁEV kisvasút végállomás, Dr. Szabó Gyula Bemutató Csillagvizsgáló                                                       |
| 9  | Diósgyőri Gimnázium                 | 30 | 1, 54 1, 1A                                        | Diósgyőri Gimnázium, Bulgárföldi posta                                                                                   |
| 10 | Bulgárföld városrész                | 29 | 1, 6, 54 1, 1A                                     | DVTK Stadion, Diósgyőri Uszoda                                                                                           |
| 12 | Újgyőri piac                        | 27 | 1, 6, 54 1, 1A, 2                                  | Vasgyári piac |
| ∫  | Újgyőri főtér                       | 26 | 1, 6, 9, 16, 19, 21, 29, 39, 54, 68, 101B 1, 1A, 2 | Autóbusz-állomás, Bükk Áruház, Vasas Művelődési Központ                                                                  |
| 14 | Vasgyár                             | 24 | 9, 19, 21, 29, 39, 68, 101B 2                      | Diósgyőri Acélművek |
| 15 | Vasgyári temető                     | 23 | 9, 19, 21, 29, 39, 68, 101B                        | Vasgyári temető |
| 16 | Batthyány sor                       | 22 | 29, 39                                             | |
| 18 | Vargahegy                           | 20 | 29, 39                                             | |
| 19 | Magas-hegy                          | 18 | 29, 39                                             | |
| 22 | Csermőke-Felső                      | 16 | 29, 39                                             | |
| 23 | Csermőke                            | 15 | 29, 39                                             | |
| 24 | Ruzsinszőlő                         | 14 | 29, 39                                             | |
| 26 | Egyetem                             | 11 | 29, 39                                             | Miskolci Egyetem |
| 28 | Hejő-park                           | 10 | 14, Auchan 2                                       | |
| 29 | Sütő János utca                     | 9  | 14, Auchan 2                                       | |
| 30 | Mész utca                           | ∫  | 14, Auchan 2                                       | |
| 33 | Erzsébet királyné útja              | ∫  | 4, 43, 44                                          | Lidl áruház, Praktiker Barkácsáruház                                                                                     |
| 34 | Harsányi utca                       | ∫  | 4, 43, 44                                          | Auchan bevásárlóközpont, Jysk áruház, Park Center, Sever Center, TTL áruház, Aldi áruház, Hotel Sárga Csikó              |
| ∫  | Pesti út                            | 4  | 4, 43, 44                                          | |
| 40 | Déli Ipari Park – Joyson végállomás | 0  | 43, 44, 45                                         | Joyson Safety System Hungary Kft.                                                                                        |